# Mezinárodní letiště Ósaka
Mezinárodní letiště Osaka (大阪国際空港, Ōsaka Kokusai Kūkō) (IATA: ITM, ICAO: RJOO), často označované jako letiště Itami (伊丹 空港, Itami Kūkō), je hlavní regionální letiště pro japonský region Kansai, včetně velkých měst Ósaka, Kjóto a Kóbe. Je klasifikováno jako letiště první třídy.
Přes označení „mezinárodní“ je pravidelný osobní letecký provoz letiště zcela vnitrostátní. Mezinárodní letiště Kansai, vzdálené 43 km, převzalo mezinárodní dopravu v regionu v roce 1994 a s letištěm Itami soutěží o vnitrostátní dopravu. Itami také čelí konkurenci od menšího domácího letiště Kóbe (26 km), otevřeného v roce 2006. Letiště bylo pojmenováno po městě Itami v prefektury Hjógo, protože zde leží většina jeho rozlohy. Část letiště se nachází také ve městech Tojonaka a Ikeda v prefektuře Osaka.
V roce 2015 zde bylo 139 450 pohybů letadel, obsloužilo 14 541 936 tuzemských cestujících a prošlo zde 140 668 tun nákladu.